# Ржавый нож
«Ржавый нож» (яп. 錆びたナイフ) — фильм режиссёра Тосио Масуды. Криминальная драма в стилистике якудза эйга, снятая на студии Nikkatsu в 1958 году. В международном прокате фильм демонстрировался под названием «Rusty Knife». В год премьеры фильма в Японии он стал одним из самых коммерчески успешных проектов.

## Сюжет
Полиция города Удака арестовывает босса местного клана якудза Сэйдзи Кацумату, против которого, однако, не хватает улик. Прокуратура получает анонимное письмо, где сообщается, что смерть крупного правительственного чиновника Нисиды, много лет считавшаяся самоубийством, является насильственной, убил его Кацумата и три свидетеля могут это подтвердить. Похожее письмо, но с требованием денег, получает и Кацумата. Он обоснованно догадывается, что подобной информацией может обладать лишь гангстер средней руки из Токио Симабара, бывший с двумя своими товарищами свидетелем удушения. Симабара получает денежный перевод в половину назначенной суммы отступных — 100 000 иен, но прямо от почты за ним начинает слежку якудза. За второй частью денег он отправляется в Удаку, но в поезде на него нападают гангстеры и сбрасывают под встречный состав. Окружной прокурор вынужден искать двух других свидетелей давнего убийства, которые были упомянуты в письме Симабары. Юкихико Татибана и Макото Терада — бывшие гангстеры, отсидевшие установленный судом тюремный срок, хотят стать добропорядочными гражданами своего города. В маленький бар, который они открыли, приходит Кацумата с подручными. Не успев приступить к разговору, якудза покидает заведение, заметив приближение окружного прокурора с полицией. Представители закона просят Татибану дать свидетельские показания против гангстеров, но тот отказывается. Чуть позже помощник Кацуматы пытается купить молчание Татибаны, но также получает отказ. Его товарищ Макото Терада, напротив, берёт у гангстеров 100 тысяч иен и широко тратит их со своей подругой.
Дочь убитого пять лет назад чиновника Кэйко Нисида, сейчас известная телевизионная журналистка, обращается к Татибане с просьбой дать свидетельские показания на убийцу отца. Он в очередной раз отказывается. Тогда девушка сообщает ему, что в ходе одного из своих журналистских расследований она выяснила: несколько лет назад возлюбленная Татибаны была изнасилована Кацуматой и его подручными, что стало действительной причиной её самоубийства. Мужчина, много лет глубоко переживавший эту трагедию, берёт старый нож и отправляется в офис транспортной компании — логово якудзы. После жестокой схватки он доставляет Кацумату в полицию и начинает давать показания. Но уже на следующий день в тюрьме Кацумата отравлен неизвестным визитёром, а задержанный Макото Терада застрелен через окно комнаты для допросов полицейского участка. Прокурор и Татибана понимают, что криминалом в городе руководит кто-то более могущественный. По ряду косвенных улик Татибана вычисляет предателя в рядах полиции и, надавив на него, заставляет связаться со своим теневым боссом. На назначенную встречу на старом угольном складе приезжает Мано — крупный бизнесмен, председатель городского совета, родной брат давно убитого Нисиды. Татибана хочет убить его своим старым ржавым ножом, но Кэйко, хотя и проклинает собственного дядю, не позволяет ему сделать это. Из-за поворота неожиданно появляется лимузин, доставивший Мано на встречу. Его водитель на большой скорости переезжает своего старого босса. На площадке склада появляются многочисленные машины опоздавшей полиции.

## В ролях
- Юдзиро Исихара — Юкихико Татибана
- Акира Кобаяси — Макото Терада
- Дзё Сисидо — Симабара
- Ноаки Сугиура — Сэйдзи Кацумата, босс якудза
- Миэ Китахара — Кэйко Несида
- Масао Симидзу — Мано
- Содзи Ясуи — Карита

## Художественные особенности и критика
Многие современные критики склонны определять жанровую принадлежность картин студии конца 1950-х — 1960-х годов как нуар, или даже Никкацу-нуар (Nikkatsu- noir) по характерным для данной стилистике ракурсов съёмок и специфическому использованию света и тени.
The Onion A.V. Club, анализируя несколько подобных работ студии Никкацу, называет «Ржавый нож» хотя и чрезмерно мелодраматической, но, тем не менее, хорошей документальной лентой о городе, где тёмные силы поглощают любые добрые намерения. Лучшим же в ленте, по мнению газеты, являются впечатляющие эпизоды схваток с гангстерами и смешение мест съёмок: от трущоб до дорогих кварталов.
Обозреватель Criterion Collection Чак Стэфенс склонен видеть в динамике чувств главного героя — Юкихико Татибане, судьбу Японии последнего десятилетия: оккупация Японии — изнасилование возлюбленной и последующее пятилетнее тюремное заключение; вынужденно скрытая нетерпимость к врагу и с трудом подавляемая ярость; необходимость раскаяния и объединение усилий с позитивными силами среди соотечественников. По его же мнению чрезвычайно важна сцена, где герой в исполнении будущей звезды Акиры Кобаяси и его подруга едут на мотороллере. Под какими бы углами не уходили они от опасностей оживлённого движения, как бы не кренились дома, пара выживает, сохраняет равновесие, двигается дальше, чем олицетворяют новую Японию — молодую, влюблённую, полную жизни. Подобная изобретательность режиссёра в демонстрации жизнеспособности достойна искусства Жана Виго.
Критик Иван Денисов считает фильм «Ржавый нож» одной из наиболее известных работ направления якудза эйга.